# John Beresford (5e marquis de Waterford)
Pour les articles homonymes, voir John Beresford et Beresford.
John Henry de la Poer Beresford, 5e marquis de Waterford (21 mai 1844 - 23 octobre 1895), appelé comte de Tyrone de 1859 à 1866, est un pair irlandais et un homme politique conservateur. Il est maître des Buckhounds sous Lord Salisbury de 1885 à 1886.

## Jeunesse
Lord Waterford est le fils aîné de John Beresford (4e marquis de Waterford), et de sa femme Christiana Leslie. Il est le frère aîné de Charles Beresford (en), William Beresford et Marcus Beresford.

## Carrière politique
Il est élu au Parlement pour le comté de Waterford en 1865, un siège qu'il occupe jusqu'à l'année suivante, quand il succède à son père dans le marquisat et entre à la Chambre des lords. En 1868, il est fait Chevalier de l'Ordre de Saint-Patrick. Il est nommé Lord Lieutenant de Waterford en 1874, et le reste jusqu'à sa mort, et est admis au Conseil privé irlandais en 1879. En 1885, il est admis au conseil privé britannique et nommé maître des Buckhounds sous Lord Salisbury poste qu'il occupe jusqu'à la chute de l'administration conservatrice au début de 1886.

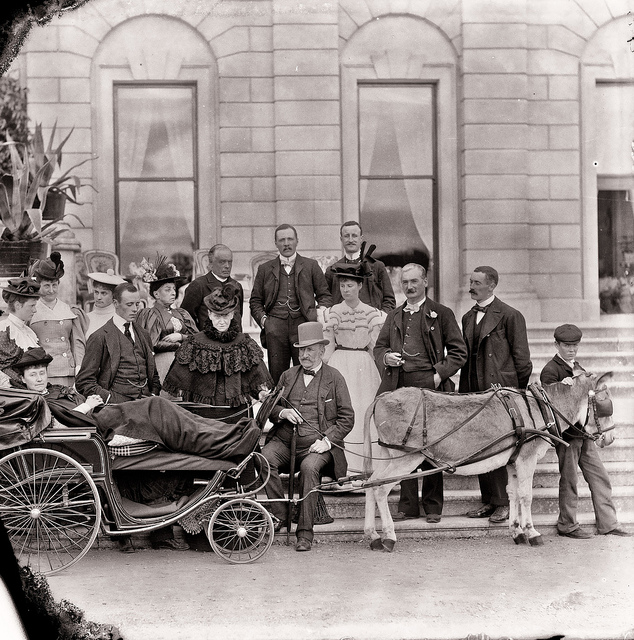
Célébrations de la venue de l'âge pour le 6e marquis de Waterford derrière la voiture de sa mère, la marquise douairière Lady Waterford. Sont également représentés ses grands-parents, le duc et la duchesse de Beaufort (1896).

## Famille
Lord Waterford s'enfuit avec Florence Grosvenor Rowley, épouse de John Vivian et l'épouse le 9 août 1872. Il épouse ensuite Blanche Somerset, fille de Henry Somerset (8e duc de Beaufort), le 21 juillet 1874. La seconde Lady Waterford a souffert d'une maladie grave qui la laisse invalide. Elle a une voiture spéciale conçue pour la transporter dans le domaine de Curraghmore. Lord Waterford et sa deuxième épouse ont quatre enfants:
- Henry Beresford (6e marquis de Waterford) (1875 – 1911)
- Mary Beresford – mort en bas âge
- Susan de la Poer Beresford, sœur jumelle de Lady Mary (1877 – 1947), épouse le major Hugh Dawnay, fils de Hugh Dawnay (8e vicomte Downe) et a le général David Dawnay
- Clodagh Beresford (1879 – 1957), mariée à l'hon. Claud Anson, fils de Thomas Anson (2e comte de Lichfield)

Lord Waterford se suicide en octobre 1895, à l'âge de 51 ans, et son fils unique, Henry, lui succède.